# Пим (остров)
Пим (англ. Pim Island), ранее Бедфорд Пим (англ. Bedford Pim Island) — остров у восточного побережья острова Элсмир, регион Кикиктани, территория Нунавут, Канада. Входит в Острова Королевы Елизаветы. Остров назван в честь Бедфорда Пима. На острове находится мыс Сабин.
Пим отделён от Элсмира проливом Райс, соединяющий залив Росс на юге с заливом Бьюкенен на севере.

## География
Рельеф острова в основном холмистый, рельеф юга мыса Сабин равнинный. Самая высокая точка острова находится на высоте 568 метров над уровнем моря. Площадь острова составляет 86 км2. Самое большое озеро на острове — Протей, его площадь 11 км2.

## История

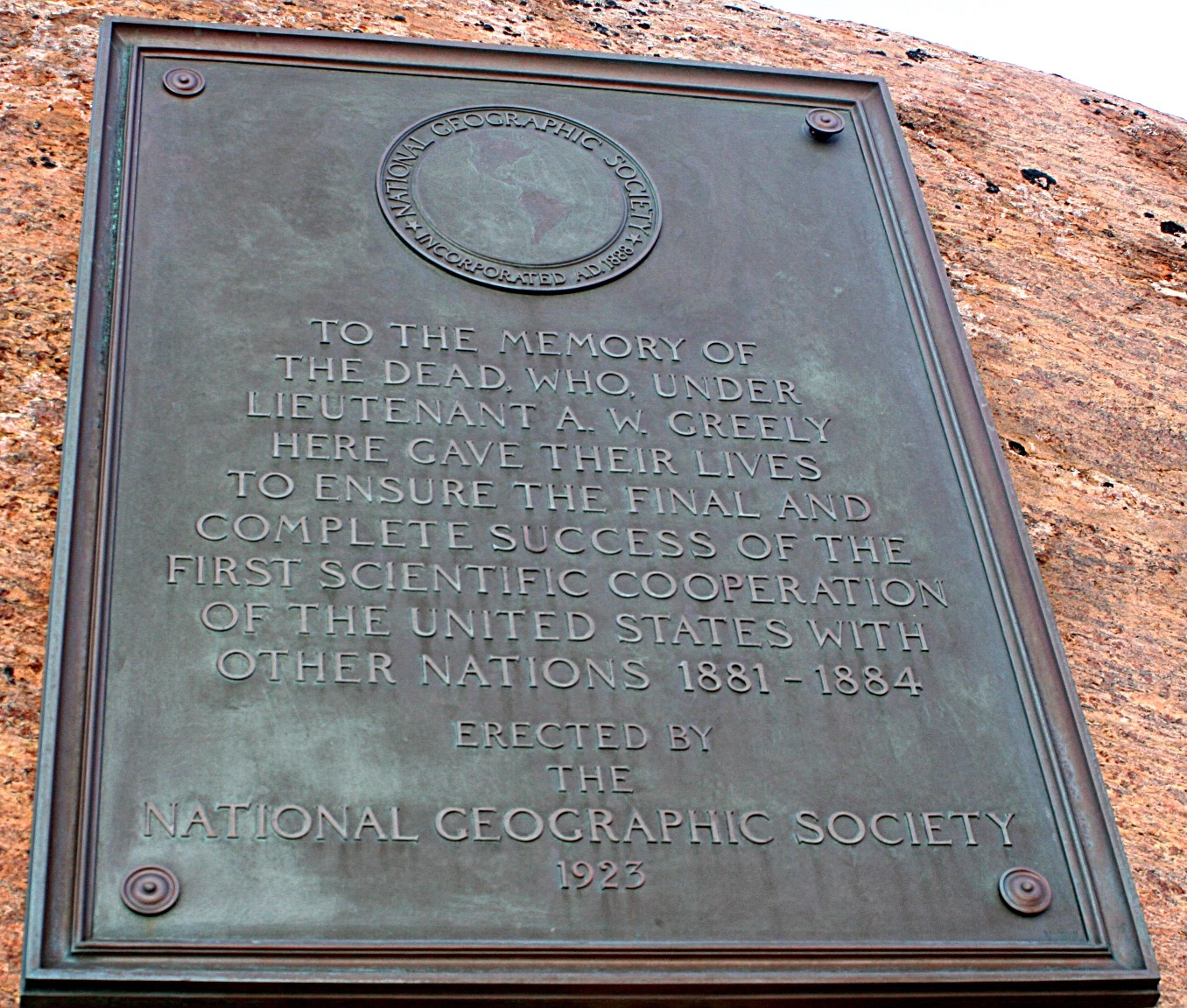
Мемориальная табличка в честь погибших во время экспедиции Грили

В 1883 году мыс Сабин посетил лейтенант Эрнест Гарлингтон, возглавляя вторую спасательную экспедицию. 21 июля Гарлингтон достиг мыса, где сошёл на берег и нашёл хорошо сохранившееся депо, оставленное командой «Нептуна» годом ранее. Обогнув мыс, Гарлингтон взял курс на север. 24 июля того же года 37 человек команды «Протеуса» (один из двух судов экспедиции Гарлингтона) высадились на мысе Сабин, где партия оставила ненужные вещи и снаряжение.
В течение Первого Международного полярного года США эксплуатировали самую северную из двенадцати международных станций в Арктике, Форт Конгер на севере острова Элсмир. 25 человек под руководством Адольфа Грили проводили здесь свою научную работу с 1881 по 1883 год. Не получив провизии в 1882 году и не подобрав корабль в 1883 году, они направились на юг в безопасное место через Смитсунд в Гренландии. В том же году образовалась Североуотерская полынья, поэтому они не смогли пересечь пролив и вынуждены были расположиться на острове. Найденный там продовольственный склад был совершенно недостаточным, так что зимой 1883-1884 года они сильно голодали. 19 октября 1883 года на мысе было сооружено зимовье, которое, как писал Грили, скорее всего, станет их могилой. Оно представляло собой четыре каменных стены высотой около 1 метра, на которые сверху были установлены лодки, накрытые парусиной. Для обогрева использовали печь. В качестве топлива — упаковки от продуктов и древесину разбитого вельбота, прибитого к берегу течением. До наступления полярной ночи запасы продуктов пробовали пополнить за счёт охоты, но без видимого успеха, лишь изредка удавалось добыть тюленину или песцов. В начале лета 1884 года в пролив Смит были направлены четыре судна под командованием командора Уинфилда Шлея для спасения экспедиции Грили. Ими было обследовано западное побережье Гренландии, в частности остров Литтлтон, куда должен был направиться Грили. Когда выяснилось отсутствие следов Грили на острове, было решено проверить целостность депо на мысе Сабин и ближайших островах. В 8:30 вечера 22 июня лейтенант Колвелл с корабля «Тетис», высадившийся у депо «Протеуса» на мысе Сабин, заметил на гребне скалы фигуру одинокого человека, размахивающего сигнальным флагом. Это был рядовой Лонг. А затем была обнаружена палатка с выжившими.
18 февраля 1909 года мыс Сабин посетил Фредерик Кук, во время возвращения со своей экспедиции на полюс. На нём он встретил тюленя, оставленного год назад отцом Этукишука как неприкосновенный запас. Роберт Пири прибыл на мыс 8 августа 1909 года во время своей экспедиции. Там он получил известия, что Кук якобы опередил его в покорении полюса на год.
В мае 1924 года участники экспедиции Макмиллана 1923–1924 годов установили мемориальную доску между Лейк-Кросс и Кладбищенским хребтом в память о жертвах экспедиции Грили.

## Климат
Климат тундровый. Средняя температура составляет −14 °C. Самый тёплый месяц – июль, при температуре 2 °С, а самый холодный февраль, при температуре −25 °С.

## Природа
Присутствует редкая растительность, что допускает лишь редкую колонизацию острова более крупными животными. Особого внимания заслуживают заяц-беляк и песец. Также на острове можно встретить белых медведей. Также водная фауна острова: нарвал, морж, кольчатая нерпа и морской заяц. Хотя на острове Пим нет птичьих колоний, здесь обитают арктические морские птицы, такие как кайры, гаги, бургомистры и белые куропатки.

## Внешние ссылки
- Pim Island